# Megachile anthracina
Megachile anthracina är en biart som beskrevs av Smith 1853. Megachile anthracina ingår i släktet tapetserarbin, och familjen buksamlarbin. Inga underarter finns listade i Catalogue of Life.